# Vindueskigger
Vindueskigger er det andet studiealbum fra det danske rockband Malurt, der blev udgivet i marts 1981 på Medley.
Albummet er produceret af Nils Henriksen og udkom mindre end et halvt år efter bandets debutalbum Kold krig. Det fik begejstrede anmeldelser ved udgivelsen, og bl.a. skrev Torben Bille i Politiken: "Originalitet er ikke alfa og omega for Malurt, men musikalsk rammer de usvigeligt sikkert med den nye lp, som er en ærlig, hensynsløs hyldest til rockmusikken." Albummet og hitsinglen "Superlove" gav Malurt deres gennembrud og placerede dem som et af de mest lovende navne i dansk rock. Den Store Danske beskriver Vindueskigger som "ægte rock'n'roll-energi og mytologi hentet fra Bruce Springsteen, som blev parret med den rå og viltre tone fra tidens førende britiske punkgrupper." Torben Bille har beskrevet albummet som "det første helhjertede forsøg på at fordanske tonen og ånden fra Bruce Springsteen" og "et solidt bud på, at den politiske rock var i live og havde det godt."
Vindueskigger blev i maj 2011 genudgivet i en 30-års jubilæumsudgave af EMI. hvor lydsiden er remasteret fra de originale masterbånd. Albummets egentlige titelnummer, "Vindueskigger", der i sin tid ikke blev plads til på albummet er inkluderet på genudgivelsen som bonusspor.

## Spor
Alt tekst skrevet af Michael Ehlert Falch, alt musik komponeret af Malurt.
| 1.    | "CPR"              | 2:27 |
| 2.    | "Alting ka ske"    | 4:05 |
| 3.    | "Superlove"        | 3:26 |
| 4.    | "Neonsolen"        | 3:33 |
| 5.    | "Panik"            | 3:20 |
| 6.    | "Tilbage til byen" | 3:29 |
| 7.    | "Den tid det tar"  | 3:58 |
| 8.    | "Ligeglad"         | 2:33 |
| 9.    | "Os to nu"         | 3:24 |
| 10.   | "Sidste station"   | 3:52 |
| 34:27 |                    |      |

| Jubilæums-CD bonusspor | Jubilæums-CD bonusspor                   | Jubilæums-CD bonusspor | Jubilæums-CD bonusspor | Jubilæums-CD bonusspor | Jubilæums-CD bonusspor | Jubilæums-CD bonusspor | Jubilæums-CD bonusspor | Jubilæums-CD bonusspor | Jubilæums-CD bonusspor |
| #                      | Titel                                    | Længde                 |                        |                        |                        |                        |                        |                        |                        |
| ---------------------- | ---------------------------------------- | ---------------------- | ---------------------- | ---------------------- | ---------------------- | ---------------------- | ---------------------- | ---------------------- | ---------------------- |
| 11.                    | "Vindueskigger" (B-side til "Superlove") | 2:40                   |                        |                        |                        |                        |                        |                        |                        |
| 37:07                  |                                          |                        |                        |                        |                        |                        |                        |                        |                        |

## Medvirkende
Malurt
- Michael Ehlert Falch – vokal, guitar
- Peter Viskinde – guitar, kor
- Henrik Littauer – keyboards
- Dia Nielsen – bas, kor
- Peter Mors – trommer, percussion

Øvrige musikere
- Nils Henriksen – supplerende keyboards (spor 1, 3, 4), tamburin (spor 3, 7, 9), strings (spor 7)[12]

Produktion
- Nils Henriksen – producer
- Flemming Rasmussen – lydtekniker
- Peder Bundgaard – cover